# Elita-1
Elita-1 es un personaje de ficción del mundo de la franquicia Transformers. Aparece en Transformers G1 y lidera un pequeño grupo de Autobots Femeninas en Cybertron, también aparece en Transformers Animated y en Transformers: Revenge of The Fallen.

## Transformers: Generación 1
Apareciendo por primera vez en el episodio Hacia la búsqueda de Alpha Trion, Elita-1 se transforma en un automóvil Cibertroniano y se oculta en Cybertron en una base subterránea, en donde para sobrevivir junto con sus compañeras autobots, roban cubos de energon del cuartel general de Shockwave, por lo cual deben enfrentarse a este dictador decepticon para conseguirlo. En el episodio 59 cuando los decepticons envían a los Aerialbots van al pasado se revela que Elita era la novia de Optimus, pero ella tenía el nombre de Ariel y Optimus con el nombre de Orion Pax, cuando Megatron atacó a Orion, Ariel quiso defenderlo pero fue herida por este, por lo que tuvo que ser necesaria su reparación, los Aerialbots la llevaron con Alpha Trion, quien la reparo y la convirtió en Elita-1 respectivamente.

## Transformers: Animated
Aparece en la serie como la novia de Optimus, en una misión de exploración es atrapada por arañas que la mutan en un ser tecno-orgánico llamada Blackarachnia, la cual se convierte en predacon e intenta robar la llave de Sari para volver a ser Elita, pero al no poder conseguirla pasa a las filas de los decepticons, también logra mutar a Wasp a su favor que se convierte en Waspinator, también un predacon.

## Transformers: Revenge of The Fallen (2009)
Aparece en la película junto a sus hermanas Arcee y Chromia en un remolque mientras el holograma de una conductora aparecía en su asiento. Tiene como modo alterno una Moto MV Agusta F4 2008 Lila o Púrpura. Persiguió y luchó brevemente contra Sideways en Shanghái, dándole un espadazo y disparándole, entonces atravesó junto a sus hermanas un edificio pero Sideways se les alejo. Elita-One volvió a Diego García en su base de NEST y estuvo estacionada mientras Optimus charlaba con el director Galloway sobre la amanezca que representaban los Autobots a la Tierra. Después, fue remolcada junto a los Autobots de New Jersey a Diego García. Luego aparece en Egipto cuando la batalla había comenzado para ir a buscar a Sam y Mikaela. Cuando Arcee lo encontró, Elita-One rápidamente se les acercó a Sam y Mikaela tratando de llevar a Sam con Optimus, pero en un descuido un misil de los Decepticons la golpeó en la cara, lo cual causó que gritara y cayera al suelo. Chromia fue la única sobreviviente pero no se sabe nada de ella.
En los cómics precuela de DOTM, Elita-One y sus hermanas sobreviven a Egipto pero en una misión Elita-One es asesinada por Shockwave y sus hermanas desaparecen. 
En Transformers 4, aparece una imagen de Elita-One tachada con una "X" roja pero identificandola como Arcee, probablemente un error. 
- Datos: Q116475744